# A Great Big World
A Great Big World – amerykański zespół muzyczny, wykonujący muzykę z pogranicza popu i chamber popu. Zespół tworzą dwaj członkowie − Ian Axel i Chad King.

## Kariera
Duet znany jest z singlowego nagrania „This Is the New Year”, które w maju 2013 uplasowało się w zestawieniu magazynu Billboard Mainstream Top 40 (Pop Songs), jak również z wyróżnionej nagrodą Grammy ballady „Say Something”, nagranej z gościnnym udziałem wokalistki pop Christiny Aguilery. „Say Something” spotkał się z pozytywnym odbiorem krytyki, zajął też miejsca 4. i 1. w notowaniach Billboard Hot 100 oraz Canadian Hot 100 oraz gościł na listach przebojów dookoła świata. Piosenki „This Is the New Year” oraz „Rockstar” zostały także wykorzystane w serialu telewizyjnym Glee oraz wykonane przez jego bohaterów. Debiutancki album studyjny zespołu, Is There Anybody Out There?, ukazał się na początku 2014 roku.
Pod koniec listopada 2019 roku premierę miał singel „Fall on Me”, nagrany przez A Great Big World we współpracy z Christiną Aguilerą.

## Dyskografia
- A Great Big World − EP (2012)
- Is There Anybody Out There? (2014)
- When the Morning Comes (2015)
- Particles (2021)

## Nagrody i wyróżnienia
| Rok  | Gala                         | Kategoria                            | Nominowana praca                            | Rezultat  |
| ---- | ---------------------------- | ------------------------------------ | ------------------------------------------- | --------- |
| 2014 | 1st iHeartRadio Music Awards | najlepszy tekst utworu               | „Say Something” (wraz z Christiną Aguilerą) | Nominacja |
| 2014 | NewNowNext Awards            | najlepszy nowy zespół muzyczny       |                                             | Wygrana   |
| 2015 | Grammy Awards                | najlepszy występ pop duetu lub grupy | „Say Something” (wraz z Christiną Aguilerą) | Wygrana   |